# Elvira (Computerspiel)
Elvira: Mistress of the Dark ist ein Computerspiel aus dem Jahr 1990, das bei Horror Soft programmiert und von Accolade vertrieben wurde. Das Spiel verbindet Elemente von Adventure, Action, Rollenspiel und Horror.

## Handlung
Elviras Onkel mütterlicherseits, Elmo, der zu Lebzeiten ein sehr unbeliebter Mensch war, ist gestorben und vermacht seiner Nichte ein altes Schloss. Darüber ist Elvira sehr erfreut, denn sie möchte aus dem Schloss eine Touristenattraktion machen. Am Abend vor Allerheiligen – Halloween – erwachen jedoch die Toten in der Burg. Und zu allem Übel will auch Elviras vor 100 Jahren verstorbene Ururgroßmutter Emelda wieder ins Reich der Lebenden zurückkehren, um die Weltherrschaft an sich zu reißen. Um das zu verhindern, engagiert Elvira einen Geisterjäger, dessen Rolle vom Spieler übernommen wird. Seine Aufgabe ist es, eine alte Schriftrolle zu finden, die in einer Truhe irgendwo im Schloss versteckt ist. Mit dieser kann Emelda aufgehalten werden. Um die Truhe öffnen zu können, werden allerdings sechs Schlüssel benötigt, die es ebenfalls zu finden gilt. Gleich am Eingang des Schlosses wird der Geisterjäger jedoch von einer Wache gefangen genommen und ins Verlies geworfen. Nachdem er von Elvira befreit wurde, führt ihn die Suche zu verschiedenen Orten in der Burganlage.
Einige der Schauplätze sind das Hauptgebäude des Schlosses mit Küche, Bibliothek und Kirche, sowie die Stallungen, der Kräutergarten, ein Heckenlabyrinth, die Wehranlagen und diverse Verliese und Katakomben. Dabei sind zahlreiche untote Gegner wie Ritter, Mönche, Vampire, Werwölfe, der Falkner, die Küchenfrau und andere ungemütliche Zeitgenossen zu bekämpfen.

## Spielprinzip und Technik
Der Bildschirm ist in vier Teile unterteilt. Am linken Bildschirmrand befinden sich die Richtungspfeile, die anzeigen, in welche Richtung sich der Spieler bewegen kann. Weiterhin befinden sich dort drei Felder, mit denen die Gegenstände des aktuellen Raumes, das Inventar und die Waffen angezeigt werden können.
Rechts befinden sich die Aktionsfelder, mit deren Hilfe zum Beispiel Türen oder Schlösser zu öffnen und schließen sind, in Taschen hinein gesehen und Gegenstände untersucht, Zaubertränke gemischt und getrunken, sowie Waffen und Gegenstände benutzt oder weggeworfen werden können.
Am unteren Bildschirmrand befinden sich Anzeigen, die Auskunft über Stärke, Verteidigung, Fertigkeiten, Lebenspunkte und Erfahrung geben. Dort befindet sich auch das Feld, mit dem der Spieler mit seinem Gegenüber, sofern dieser dazu bereit ist, sprechen kann, und das wichtige Informationen über die aktuellen Aktionen und Situationen des Spieles enthält. Hier werden auch alle Gegenstände des Inventars grafisch dargestellt.
In der Mitte des Bildschirmes wird das aktuelle Blickfeld angezeigt, was den größten Teil der Spieloberfläche einnimmt. Der Protagonist bewegt sich jedoch nicht frei im Raum, sondern immer schrittweise und, sofern möglich, nur in 90-Grad-Schritten. Das Spiel bietet etwa 800 dieser Einstellungen.
In der Küche mischt Elvira diverse Zaubertränke, wenn ihr die dazu nötigen Zutaten übergeben werden. Diese sind, teilweise sehr gut versteckt, an verschiedenen Orten des Schlosses zu finden. Mit Hilfe dieser Zaubertränke können die Fähigkeiten beeinflusst oder Gegner aus der Ferne bekämpft werden. Einer dieser Zauber ermöglicht es zum Beispiel, plötzlich alle Pflanzen des Kräutergartens zu identifizieren, was vorher unmöglich war. Einige dieser Zauber sind für die Lösung des Spiels zwingend notwendig. Das der Spieleverpackung beigelegte Zauberbuch mit den benötigten Rezepten diente nebenbei als Kopierschutz. Mit Hilfe einer ebenfalls enthaltenen roten Brille können die Rezepte sichtbar gemacht werden, was vorher wegen des geringen Farbunterschiedes nicht möglich war.
Findet während des Spielverlaufs eine Begegnung mit einem Gegner statt, wird in die Kampfansicht gewechselt. Die Kämpfe finden aus Sicht des Spielers statt. Mit der Waffe kann entweder ein Stich oder Schlag ausgeführt werden. Wird die Attacke des Spielers vom Gegner geblockt, so kann dieser nun angreifen und der Spieler muss sich verteidigen. Der Angreifer schlägt entweder von links oder von rechts zu. Je nachdem aus welcher Richtung ein Angriff kommt, muss schnell zwischen Parieren und Blocken entschieden werden. Ist auf diese Weise der Angriff abgewehrt, kann nun wieder der Gegner attackiert werden. Der Kampf endet, wenn einer der beiden Kämpfer keine Lebenspunkte mehr hat.
Stirbt die Spielfigur, wird das je nach Todesursache durch verschiedene, teilweise sehr makabere Bilder, veranschaulicht. So steigt zum Beispiel der Kopf des Toten langsam in einem Topf kochender Suppe auf, wenn die Todesursache Enthaupten mit einem Fleischerbeil durch die untote Köchin war. Diese Darstellungen, die teilweise recht blutigen Kämpfe und die passende musikalische Untermalung, verleihen dem Spiel eine Atmosphäre, die der eines Horrorfilmes gleicht.
Die PC-Version des Spiels verfügt lediglich über Midi-Musikuntermalung, während die Amiga-Version über deutlich hochwertigere Musikuntermalung verfügt.

## Entwicklungs- und Veröffentlichungsgeschichte
1990 wurde das Spiel für PC und Amiga veröffentlicht. Ein Jahr später wurde es auch von Flair Software für den Commodore 64/128 und den Atari ST umgesetzt. Dabei gibt es einige Unterschiede zur PC-/Amiga-Version. Einige Gegenstände befinden sich an anderen Orten und einige Rätsel unterscheiden sich von der Originalversion des Spieles.

### Nachfolger
Horror Soft veröffentlichte 1992 einen Nachfolger mit dem Namen Elvira II: The Jaws of the Cerberus. Das Spielprinzip wird hier konsequent fortgesetzt, jedoch wird die Handlung in ein verzaubertes Filmstudio verlegt.
1993 veröffentlichte Horror Soft das Spiel Waxworks. Trotz gleicher Optik und Spielbarkeit sowie der Ansiedlung im Horrorbereich, handelt es sich um keinen direkten Nachfolger, da dieses Spiel auf einer anderen Hintergrundgeschichte aufbaut und Elvira als Figur im Spiel nicht mehr vorkommt. Von vielen Fans wird es jedoch als inoffizieller Nachfolger der beiden Spiele der Elvira-Reihe gesehen.

## Rezeption
Von der Presse wurde das Spiel, unter anderem wegen der langen Ladezeiten beim Amiga, recht unterschiedlich bewertet. Vor allem die häufigen Diskettenwechsel wurden hier bemängelt. Kritisiert wurde auch das Kampfsystem des Spiels.
Die Grafik und die Atmosphäre hingegen wurden überwiegend als hervorragend bewertet. Bei vielen Spielern genießt das Spiel heute einen gewissen Kultfaktor und zählt zu den bestbewerteten Spielen des Genres.
Weitere Tests:
- Zero 3/91: 93 % (Amiga)
- Amiga User International 3/91: 93 % (Amiga)
- CU Amiga 12/90: 84 % (Amiga)
- Zzap 6/91: 81 % (C64)
- Amiga Format 2/91: 61 % (Amiga)